# Городище (Кіриський район)
Городище (рос. Городище) — присілок у Кіриському районі Ленінградської області Російської Федерації.
Населення становить 211 осіб. Належить до муніципального утворення Пчевське сільське поселення.

## Історія
Згідно із законом від 1 вересня 2004 року № 49-оз органом  місцевого самоврядування є Пчевське сільське поселення.

## Населення
| 1838 | 1862 | 1885 | 1928 | 1965 | 1997 | 2002 |
| ---- | ---- | ---- | ---- | ---- | ---- | ---- |
| 485  | ↗631 | ↗750 | ↘110 | ↗544 | ↘167 | ↗188 |
| 2007 | 2010 | 2017 |      |      |      |      |
| ↘175 | ↘169 | ↗211 |      |      |      |      |